# Ччиге
Ччиґе (кор. 찌개, jjigae, tchigae) — корейська страва, еквівалентна рагу. Існує безліч варіантів ччиґе, але класичними компонентами є м'ясо, морепродукти або овочі в бульйоні, приправлені кочхуджаном, твенджаном, канджаном або сеучотом. Ччиґе зазвичай подає на стіл у загальному блюді та в гарячому вигляді.
Корейські застілля практично завжди включають в себе або ччиґе, або кук (국 - суп). За часів династії Чосон ччиге називали давнім ім'ям чочхі і два варіанти могли бути завжди представлені на королівському столі .
Різні типи ччиґе називалися відповідно до їх головних інгредієнтів, таких як сенсон ччиґе  (생선 찌개), приготований з риби або тубу ччиґе (두부 찌개) з тофу, або за наявністю певного бульйону або приправ, наприклад, кочхуджан-ччиґе (고추장 찌개) або твенджан ччиґе (된장 찌개).

## Варіанти

### За інгредієнтами
- Альтхан-ччиґе (알탕찌개), зроблений з ікри сайди
- Тубу-ччиґе (두부찌개), приготований з тофу[3]
- Ке-ччиґе (게찌개) з крабів
- Кімчиччиґе (김치찌개) з кімчхі й інших компонентів[3]
- Кхонбі-ччиґе (콩비지 찌게) з сої
- Пуде-ччиґе (부대찌개), приготований з пряного бульйону, добірного м'яса та інших інгредієнтів[4]
- Менранджот-ччиґе (명란젓찌개) з мьонран чот (засолена ікра)
- енсон-ччиґе (생선찌개), з риби; тонтхе-ччиґе (동태찌개) — варіант із замороженої сайди
- Сундубу-ччиґе (순두부찌개) з некоагульованого м'якого тофу[5]

### За приправами
- Твенджан-ччиґе (된장찌개), зроблений з бульйоном твенджан[3]
- Чхонґукчан-ччиґе (청국장찌개), приготований з чхонгукчаном й іншими інгредієнтами[3]
- Сеучот-ччиґе (새우젓찌개) з пастою із креветок
- Кочхуджан-ччиґе (고추장찌개) з бульйоном «кочхуджан», зазвичай також зі свининою.

## Галерея

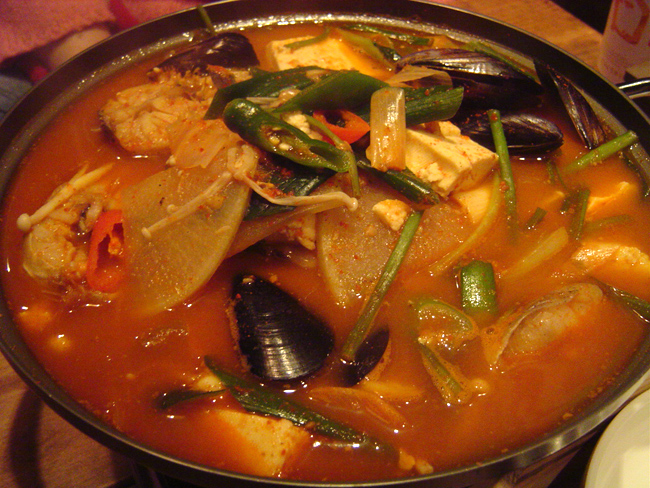
Гарячий тонтхе-ччиґе - корейське рагу з сайди.
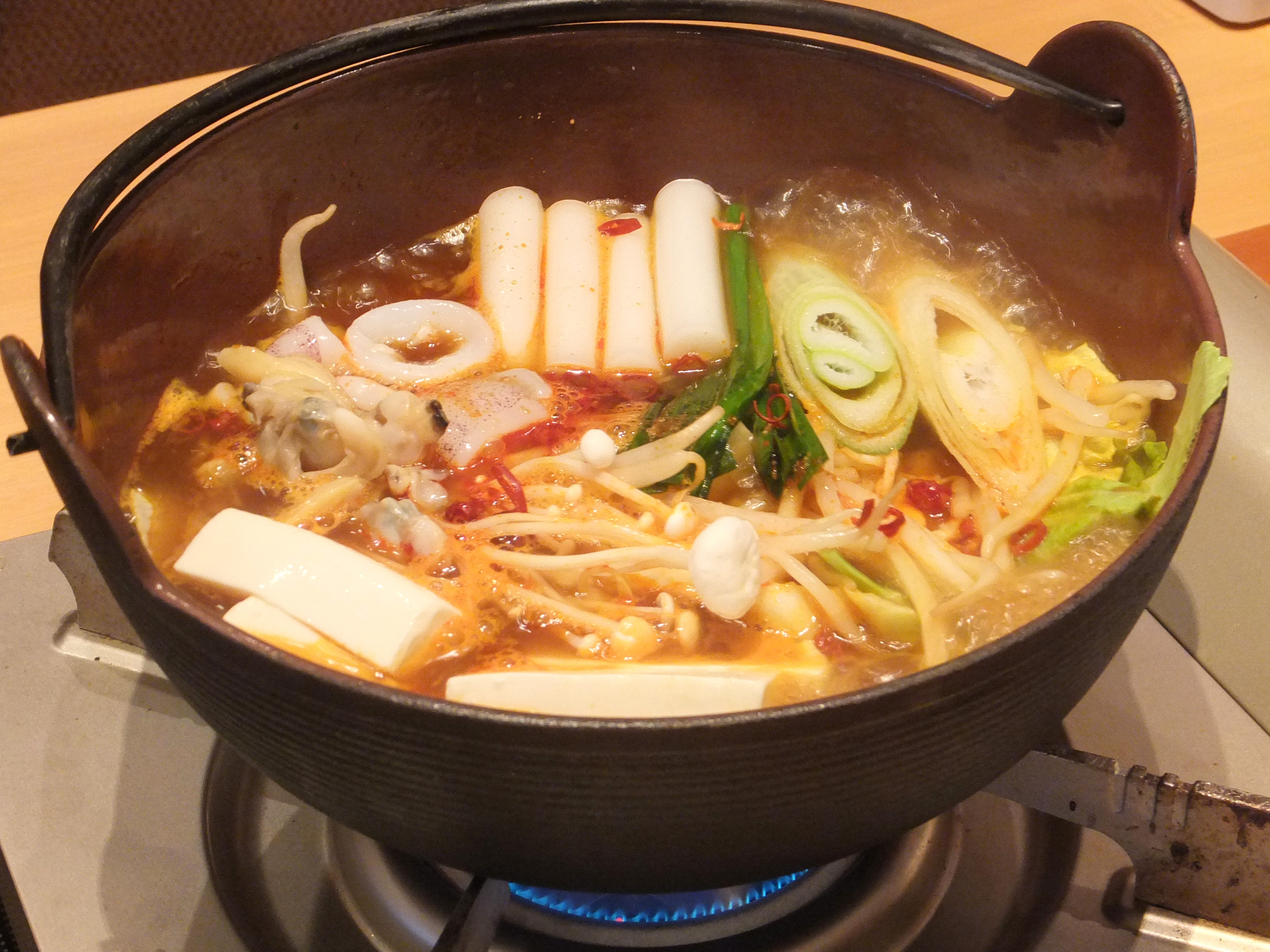